# Gary Teichmann
Gary Hamilton Teichmann (Gweru, 9 de enero de 1967) es un exjugador sudafricano de rugby nacido en Rodesia que se desempeñaba como octavo. Actualmente es empresario.
Es considerado uno de los mejores jugadores que dio su país, su humildad y juego limpio le dieron respeto en todo el Mundo. Es uno de los grandes jugadores que nunca jugaron una Copa del Mundo.

## Carrera
Debutó en primera con 20 años en el equipo de la Universidad de Natal en 1987, jugando aquí se descubrió su talento y fue llevado a Natal Sharks en 1991. En 1996 se convirtió en profesional al ser contratado por los Sharks, una de las franquicias sudafricanas del Super Rugby.
En 1999 cuando no fue convocado al Mundial de Gales abandonó el país y se fue al Reino Unido aceptando una oferta del Newport RFC donde se retiró, no sin antes salir campeón, en 2001.

## Selección nacional
Fue convocado a los Springboks en 1993 y 1994 pero recién debutó con ellos en septiembre de 1995 luego del éxito en la Mundial de Sudáfrica del que no participó.
Tras la expulsión de Francois Pienaar en 1996 por los malos resultados del seleccionado, Teichmann fue nombrado capitán. Su liderazgo coincidió con una gran serie de éxitos: de los 39 partidos se ganaron 27 lo que da un 72% de victorias, solo por debajo de los Springboks de 1949-1956 entrenados por Danie Craven y convierte a Teichmann en uno de los mejores capitanes de la historia.
En 1999 el entrenador Nick Mallett consideró que Teichmann no se encontraba bien físicamente por lo que no lo convocó al mundial de Gales 1999, este hecho se lo considera una de las peores decisiones que se tomaron en el mundo del rugby.

## Palmarés
- Campeón del Rugby Championship de 1998.
- Campeón de la Copa de Gales de Rugby de 2001.
- Campeón de la Currie Cup de 1992, 1995 y 1996.